# Hedvika Anhaltská
Hedvika Anhaltská (německy Hedwig von Anhalt, † 21. prosince 1259) byla slezská kněžna z askánské dynastie.
Narodila se jako jedna z mnoha dcer anhaltského hraběte Jindřicha I. a Irmegardy, dcery Heřmana Durynského.
8. května 1242 se na základě papežského dispenzu provdala za Boleslava Rogatku. Zemřela na konci roku 1259 a byla pohřbena v cisterciáckém klášteře Lubuš.